# Georges Schneider
Georges Schneider (Les Ponts-de-Martel, 11 luglio 1925 – Wolfenschiessen, 10 settembre 1963) è stato uno sciatore alpino e allenatore di sci alpino svizzero, campione del mondo nello slalom speciale ad Aspen 1950 e portabandiera della Svizzera durante la cerimonia di apertura dei VII Giochi olimpici invernali di Cortina d'Ampezzo 1956.

## Biografia

### Carriera sciistica

#### Stagioni 1947-1948
Sciatore polivalente con maggior propensione alle prove tecniche, Georges Schneider debuttò in campo internazionale in occasione del trofeo del Lauberhorn 1947 (Wengen, 11-12 gennaio), dove si classificò 16º nella discesa libera, 19º nello slalom speciale e 15º nella combinata; nel prosieguo di quella stagione si piazzò 3º nello slalom speciale sia al trofeo Ruben Blan (Sankt Moritz, 8-9 febbraio), sia al Grand Prix du Chamonix (Chamonix, 15-16 febbraio).
Ai V Giochi olimpici invernali di Sankt Moritz 1948 (2-7 febbraio), suo esordio olimpico e iridato, fu 13º nello slalom speciale, l'unica gara nella quale prese il via; in seguito si classificò 3º nello slalom speciale del Wasserngrat Derby (Gstaad, 14-15 febbraio) ma poco dopo si infortunò durante le prove della discesa libera del trofeo Arlberg-Kandahar (Chamonix, 5-8 marzo), terminando anzitempo la stagione.

#### Stagioni 1949-1951
Tornato alle gare nel gennaio del 1949, in quella stagione Schneider vinse lo slalom speciale dell'Arlberg-Kandahar (Sankt Anton am Arlberg, 12-13 marzo) e quello del Grand Prix du Nice (Auron, 19-20 marzo). Nel 1950 si aggiudicò lo slalom speciale del Lauberhorn (Wengen, 13-15 gennaio) e ai successivi Mondiali di Aspen 1950 (13-18 febbraio) vinse la medaglia d'oro nello slalom speciale e si piazzò 16º nella discesa libera e 5º nello slalom gigante; nel prosieguo della stagione fu 2º nello slalom speciale e nella combinata dei Nor-Am Championships (Banff, 25-26 febbraio) e vinse lo slalom speciale della Harriman Cup (Sun Valley, 4-5 marzo).
Nel 1951 si classificò 2º nello slalom speciale del Lauberhorn (Wengen, 13-14 gennaio), 3º in quello dell'Arlberg-Kandahar (Sestriere, 8-10 marzo), vinse il primo slalom gigante del Grand Prix du Nice (Auron, 16-18 marzo), dove si piazzò anche 3º nello slalom speciale e nella combinata, e quello del Concurso internacional de esquí (Núria, 14-15 aprile), dove fu anche 2º nello slalom speciale.

#### Stagioni 1952-1954
Nel 1952 si classificò 3º nello slalom gigante e nuovamente 2º nello slalom speciale del Lauberhorn (Wengen, 10-11 gennaio) e ai successivi VI Giochi olimpici invernali di Oslo 1952 (14-20 febbraio) si piazzò 9º nella discesa libera, 5º nello slalom gigante e 48º nello slalom speciale; in chiusura di stagione si aggiudicò lo slalom speciale del Concurso internacional de esquí (Núria, 21-23 marzo), dove fu anche 2º nello slalom gigante.
Nel 1953 si classificò 3º nello slalom gigante del Grand Prix du Chamonix (Chamonix, 21-22 febbraio), 2º nello slalom speciale della 3-Tre (Canazei, 6-8 marzo) e 3º in quello dell'Otto Furrer Memorial (Zermatt, 20-22 marzo); l'anno dopo si piazzò 2º nello slalom speciale del trofeo dell'Hahnenkamm (Kitzbühel, 22-24 gennaio), ai Mondiali di Åre 1954 (1-7 marzo) fu 7º nella discesa libera, 6º nello slalom gigante e non completò lo slalom speciale e al Concurso internacional de esquí (Núria, 26-29 marzo marzo) si classificò 2º nello slalom gigante, 3º nello slalom speciale e 2º nella combinata.

#### Stagioni 1955-1962
Nel 1955 si piazzò 2º nello slalom speciale dell'Arlberg-Kandahar (Mürren, 11-13 marzo); l'anno dopo vinse il secondo slalom speciale dell'Internationalen Adelbodner Skitage, dopo esser stato 3º nel primo (Adelboden, 2-3 gennaio) e ai VII Giochi olimpici invernali di Cortina d'Ampezzo 1956 (26 gennaio-5 febbraio), dopo esser stato portabandiera della Svizzera durante la cerimonia di apertura, si classificò 17º nello slalom gigante e 5º nello slalom speciale.
Nel 1957 vinse nuovamente lo slalom speciale di Adelboden (6 gennaio), mentre l'anno dopo nella medesima gara si piazzò 3º (5 gennaio); ai Mondiali di Badgastein 1958 (2-9 febbraio) fu 14º nello slalom speciale, l'unica gara nella quale prese il via, e l'anno dopo si classificò nuovamente 3º nello slalom speciale di Adelboden (4 gennaio) e vinse quello dell'Otto Furrer Memorial (Zermatt, 13-15 marzo). Agli VIII Giochi olimpici invernali di Squaw Valley 1960 (19-27 febbraio), suo congedo olimpico e iridato, si piazzò 31º nello slalom speciale; si ritirò al termine della stagione 1961-1962 e la sua ultima gara in carriera fu lo slalom speciale dell'Otto Furrer Memorial (Zermatt, 16-18 marzo), chiuso da Schneider al 10º posto

### Altre attività
Dopo il ritiro divenne allenatore della nazionale svizzera; morì a Oberrickenbach il 10 settembre 1963 in seguito a un incidente di caccia

## Palmarès

### Mondiali
- 1 medaglia:
  - 1 oro (slalom speciale ad Aspen 1950)

### Classiche
Arlberg-Kandahar
- 1 vittoria (slalom speciale a Sankt Anton am Arlberg 1949)

Concurso internacional de esquí
- 2 vittorie (slalom gigante a Núria 1951; slalom speciale a Núria 1952)

Harriman Cup
- 1 vittoria (slalom speciale a Sun Valley 1950)

Internationalen Adelbodner Skitage
- 2 vittorie (slalom speciale ad Adelboden 1956; slalom speciale ad Adelboden 1957)

Lauberhorn
- 1 vittoria (slalom speciale a Wengen 1950)

Otto Furrer Memorial
- 1 vittoria (slalom speciale a Zermatt 1959)

### Campionati svizzeri
- 19 medaglie (dati parziali):
  -  7 ori (slalom speciale nel 1951; slalom gigante, slalom speciale, combinata nel 1954; slalom speciale nel 1956; slalom speciale nel 1957; slalom speciale nel 1958)
  -  9 argenti (dati parziali: slalom speciale, combinata nel 1948; combinata nel 1949; slalom gigante nel 1951; slalom speciale, combinata nel 1959; slalom speciale nel 1960[senza fonte]; slalom speciale nel 1961[35]; slalom speciale nel 1962[36])
  - 3 bronzi (dati parziali: combinata nel 1951; combinata nel 1956; slalom gigante nel 1959)[senza fonte]